# Nemyrynci (hromada Myrolubne)
Nemyrynci (ukr. Немиринці) – wieś na Ukrainie, w obwodzie chmielnickim, w rejonie chmielnickim, w hromadzie Myrolubne. W 2001 liczyła 359 mieszkańców, spośród których 348 wskazało jako ojczysty język ukraiński, 9 rosyjski, a 1 inny.